# Fair Bidragssats
Fair Bidragssats er en forening stiftet 10. marts 2016 med hjemsted i Brabrand i Aarhus. Foreningen opstod i kølvandet på realkreditforeningen Totalkredits varsling af forhøjede bidragssatser 4. februar 2016. En protestbølge rejste sig, og den 21. februar 2016 blev Facebook-gruppen Kritiske Interessenter i Nykredit og Totalkredit (KINT) oprettet af Chresten Heesgård Ibsen. Gruppen voksede på blot 12 dage til omtrent 40.500 medlemmer, og man indkaldte til stiftende generalforsamling på Domus i Vejle, 10. marts 2016.
Samtidigt samlede foreningen 18 arbejdsgrupper samt en fællespulje med boliggæld på 7,4 mia. kroner, gæld, som man overvejede at flytte til et andet realkreditinstitut ved fælles forhandling.
I marts 2016 nedsatte daværende erhvervs- og vækstminister, Troels Lund Poulsen, et hurtigtarbejdende udvalg, der skulle granske boligejernes vilkår ved ændring af bidragssatser.
I august 2016 proklamerede Fair Bidragssats med initiativet Crowded House, at man ville etablere landets første crowdfundede boliglån, i Lemvig.
9. september 2016 anlagde Forbrugerombudsmanden sag mod Totalkredit for vildledende markedsføring af fastforrentede lån. Dommen faldt 1. juni 2017, hvor Totalkredit blev idømt en historisk bøde på 1 million kroner.
Fair Bidragssats har levet et turbulent liv. Siden stiftelsen i marts 2016 har foreningen skiftet formand fire gange. Dog er der kommet ro på.
Protesterne imod Nykredit, Totalkredit og ejerforeningen Forenet Kredit medførte i efteråret 2017, at kreditgiganten droppede en længe forberedt børsnotering.

## Formænd
- 2016 - 2016 Hardy Bjærge
- 2016 - 2016 Flemming Trap
- 2016 - 2016 Chresten Heesgård Ibsen
- 2016 - 2017 Flemming Trap
- 2017 - Chresten Heesgård Ibsen